# 高雄市立田寮國民中學
高雄市立田寮國民中學，簡稱田寮國中，位於中華民國高雄市田寮區，成立於1969年，也是田寮區唯一一間國民中學。

## 班級數
| 學年度 | 七年級 | 八年級 | 九年級 |
| ------ | ------ | ------ | ------ |
| 107    | 1班    | 1班    | 1班    |
| 108    | 1班    | 1班    | 1班    |
| 109    | 1班    | 1班    | 1班    |

## 校長
| 任別     | 姓名   | 任期                 |
| -------- | ------ | -------------------- |
| 第一任   | 王人信 | 1969年8月－1979年7月 |
| 第二任   | 張滎生 | 1979年8月－1982年7月 |
| 第三任   | 蔡祖枚 | 1982年8月－1989年1月 |
| 第四任   | 王黃隆 | 1989年2月－1992年7月 |
| 第五任   | 陳昆泰 | 1992年8月－1993年7月 |
| 第六任   | 林茂生 | 1993年8月－1997年7月 |
| 第七任   | 孫正瑞 | 1997年8月－2001年7月 |
| 第八任   | 黃進忠 | 2001年8月－2006年7月 |
| 第九任   | 向永樂 | 2006年8月－2011年7月 |
| 第十任   | 瞿仁美 | 2011年8月－2017年7月 |
| 第十一任 | 蔡嘉興 | 2017年8月-2023年7月  |

資料來源：

## 周邊設施
- 農業部林業及自然保育署屏東分署旗山工作站田寮分站
- 五王宮
- 高雄市田寮區公所
- 福爾摩沙高速公路

## 外部連結
- 高雄市立田寮國民中學官方網站